# Jean Brignon (jésuite)
Pour les articles homonymes, voir Brignon.
Jean Brignon né le 12 novembre 1627 à Saint-Malo (France) et décédé le 17 juin 1712 à Paris, est un prêtre jésuite français, connu pour ses traductions d'ouvrages religieux vers le français. 

## Biographie
Né à Saint-Malo en 1629, Jean Brignon entre dans la Compagnie de Jésus le 19 novembre 1646 et fait son noviciat à Paris. Après avoir enseigné quinze ans dans des collèges de son Ordre, il est nommé assistant du maitre des novices et reste à ce poste durant le reste de sa carrière, ce qui lui laisse grande liberté pour ses travaux intellectuels. Il consacra sa vie à traduire des ouvrages religieux vers le français. Il modernise également la langue d'œuvres écrites en ancien français. Ses ouvrages sont souvent des succès de librairie, et réédités longtemps après sa mort. Le père Brignon meurt à Paris le 12 juin 1712.

## Œuvres
Le succès de Brignon vient du fait que, ne se contentant pas de traduire, il adapte ses traductions au gout littéraire de son époque, remaniant librement le style des originaux, tout en respectant la pensée de l'auteur.
- Traductions du latin : L'Imitation de Jésus-Christ de Thomas a Kempis, les traités de Robert Bellarmin, les Decem rationes d'Edmond Campion, les Méditations de Busée, etc.
- Traductions de l'espagnol: les ouvrages de Juan Eusebio Nieremberg, les Méditations et Perfection du chrétien de Louis du Pont, etc
- La traduction du Combat spirituel de Laurent Scupoli[2] en 1688[3] est son l'œuvre qui de loin eut le plus grand succès. Les éditions se comptent par centaines.
- En français moderne: 
  - La vie de Jésus-Christ de Bernardin de Montereul, l'Institution spirituelle de Louis de Blois, les Fondements de la vie spirituelle de Jean-Joseph Surin, etc,
  - Sa traduction de l'Introduction à la vie dévote de François de Sales, parue en 1695, est si "modernisée" que les Dames de la Visitation la feront confisquer. Cela n'empêchera pas le succès des éditions ultérieures.